# Cinciș-Cerna, Hunedoara
Cinciș-Cerna (în trecut, Iuba) este un sat în comuna Teliucu Inferior din județul Hunedoara, Transilvania, România. Conform recensământului din 2002, satul are o populație de 916 locuitori.
Comuna s-a înființat în 1964, printr-un decret al Consiliului de Stat al R.P. Române, prin care se recunoștea existența unei așezări cu denumirea populară de Iuba, așezare ce era atunci organizată și oficializată sub numele de Cinciș-Cerna, după ce satele Bălana, Cinciș, Cerna și Moara Ungurului au fost desființate.

## Relieful

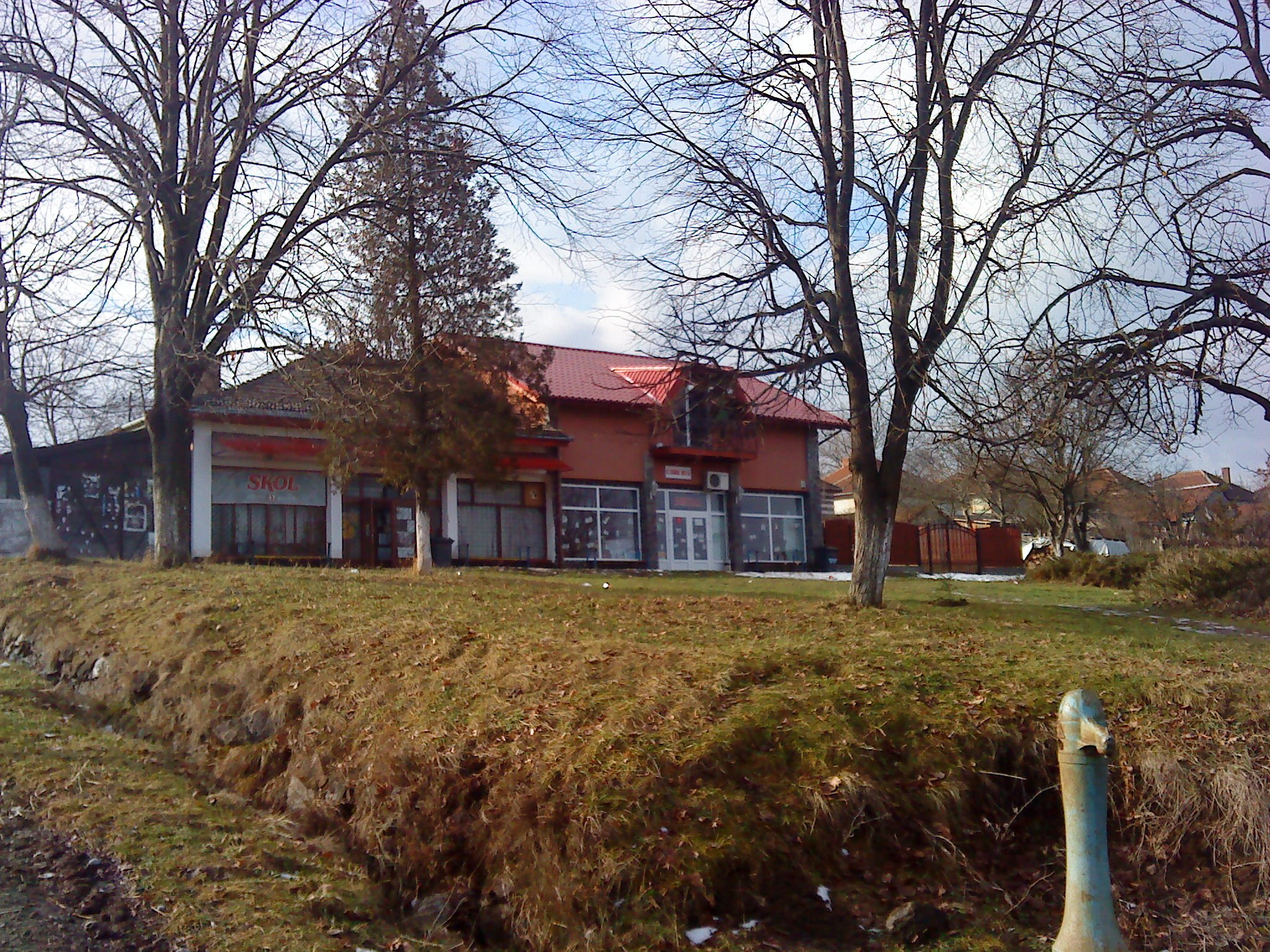
Parc Central

Relieful terenului este deluros si brăzdat de mai multe văi. Cea mai insemnată apă este râul Cerna, care izvorăște din munții Poiana Rusca și se varsă în Mureș, lângă Deva. De asemenea, comuna este brăzdată de alte pâraie si vai, favorizând creșterea vegetației. Are o suprafață intravilană de 252,64 ha.

## Lacul Cinciș
Zona de agrement Lacul Cinciș se conturează în anii 1970, la cca. 5 ani după încheierea lucrărilor la barajul de pe râul Cerna. Acumularea Cincis-Teliuc, realizată prin bararea văii râului Cerna (afluent al Mureșului) cu un baraj de beton în arc, a intrat în funcțiune în anul 1964, durata lucrărilor fiind de circa 3 ani, perioadă ce cuprinde și strămutarea satului Cinciș aflat în valea râului. Barajul are o înălțime de 48 m, iar principalul scop al realizării acestei amenajări este alimentarea cu apă a Combinatul Siderurgic Hunedoara.
Amplasarea localităților în zona de deal este în relație directă cu exploatarea zăcămintelor de minereu. De asemenea este cazul vechii așezări datând din secolul II e.n.. a localității strămutate Cinciș Cerna, unde se exploatau zăcăminte de fier din perioada romană, Villa rustica, amplasată la 1 km de satul Cincis strămutat în prezent, în locul numit La Popeasca și Necropola romană tumulară, amplasată la nord de monumentul anterior la cca. 200 m, în locul numit La Țelina.

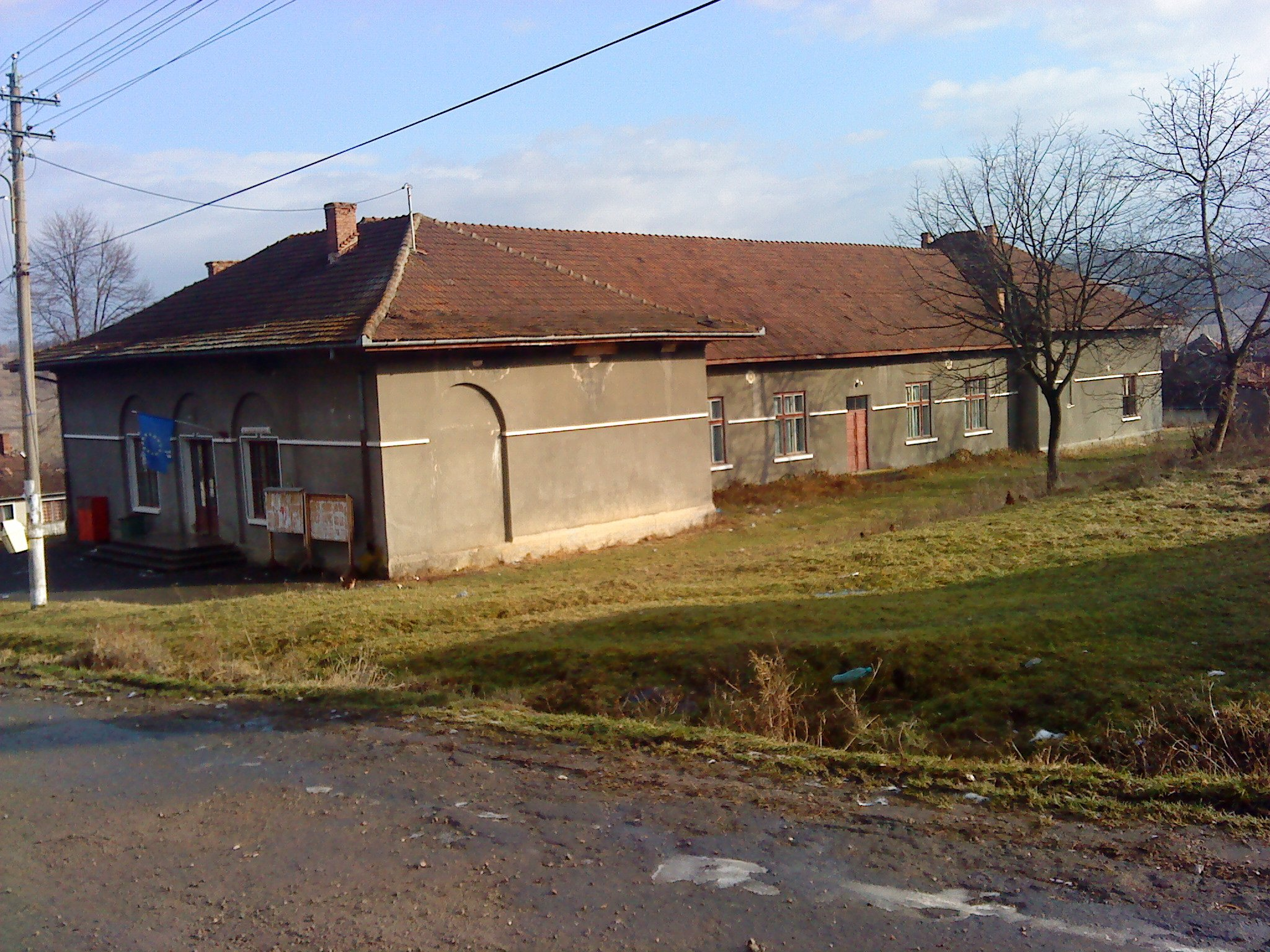
Cămin Cultural

## Personalități
- Ioachim Moga (1926 - 2007), demnitar comunist